# Norma Jean Almodovar
Pour les articles homonymes, voir Almodovar.
Norma Jean Almodovar, née le 27 mai 1951 à Binghamton, est une auteure américaine, s'intéressant en particulier aux travailleurs du sexe.
Almodovar a travaillé comme agent de la circulation pendant dix ans. En 1982, elle a quitté son emploi au service de police de Los Angeles et a commencé à travailler comme call-girl .  En 1984, elle a peut-être tenté de recruter un ancien collègue pour commencer à travailler comme prostituée. Ses actions ont abouti à son arrestation et à sa condamnation pour proxénétisme ,.
En 1986, Almodovar s'est présenté au poste de lieutenant-gouverneur lors de l' élection du gouverneur de Californie , en tant que libertaire .  L'autobiographie d'Almodovar a été publiée par Simon & Schuster en 1993. Elle est la fondatrice de la Fondation internationale des travailleuses du sexe pour l'art, la culture et l'éducation (ISWFACE). Depuis 2012 , Almodovar est également directeur exécutif de la branche de Los Angeles de l'organisation de défense des droits des travailleuses du sexe COYOTE.
Elle est notamment interviewée dans le documentaire de Virginie Despentes, Mutantes (Féminisme Porno Punk).